# Emilio Rolla
Emilio Rolla, erroneamente indicato come Rollo (Boffalora sopra Ticino, 15 dicembre 1890 – Argonne, 28 ottobre 1918), è stato un militare italiano naturalizzato statunitense.
Fu l'unico caduto della prima guerra mondiale del quartiere americano di The Hill a Saint Louis (Missouri).

## Biografia
Nacque a Boffalora sopra Ticino, in provincia di Milano, il 15 dicembre 1890, da Luigi Rolla e Adele Fassi, entrambi di estrazione contadina.
Nel 1913 il giovane Emilio emigrò negli Stati Uniti alla ricerca di lavoro come molti altri suoi connazionali nel periodo, partendo dal porto di Le Havre a bordo della nave Providence. Giunse a Ellis Island a New York, si trasferì quindi a Saint Louis (Missouri) dove già si trovava una forte colonia di immigrati italiani provenienti da paesi vicini a quello dove era nato in provincia di Milano, in particolare nell'area denominata The Hill ("la collina") dove si sposò ed ebbe un figlio. Quando ottenne la cittadinanza statunitense il 3 maggio 1917, il suo cognome venne erroneamente mutato in "Rollo" e tale rimase.
Il 3 ottobre 1917, quando anche gli Stati Uniti entrarono nella prima guerra mondiale, venne arruolato nell'esercito americano e assegnato alla Yankee Division con la quale nel 1918 andò in Europa, prendendo parte ad una serie di scontri sul suolo Francese. Combatté nelle battaglie della Marna, in quella di Saint Mihiel e in quella della Mosa-Argonne, dove perse la vita il 28 ottobre 1918. La salma venne in seguito ritrovata e riposa nel cimitero americano di Romagne-sous-Montfaucon.
Alla notizia della sua morte, nel paese d'origine i genitori vollero comunque erigere un monumento alla sua memoria, e così fu fatto anche a Saint Louis dal momento che Rolla fu l'unico caduto del quartiere The Hill e della comunità italiana locale. La comunità italiana negli Stati Uniti volle dedicare alla memoria di Emilio Rolla la sez. 15 dell'American Legion, l'organizzazione sorta dagli ex militari statunitensi, la cui sede venne posta proprio a Saint Louis. A lui è stata assegnata dall'associazione American Gold Star Mothers la stella d'oro dei caduti della prima guerra mondiale. Il suo nome si trova riportato tra i caduti della 26ª divisione dell'esercito americano nella chiesa di Belleau, cappella commemorativa che si trova in Francia.